# Amélie Ebert

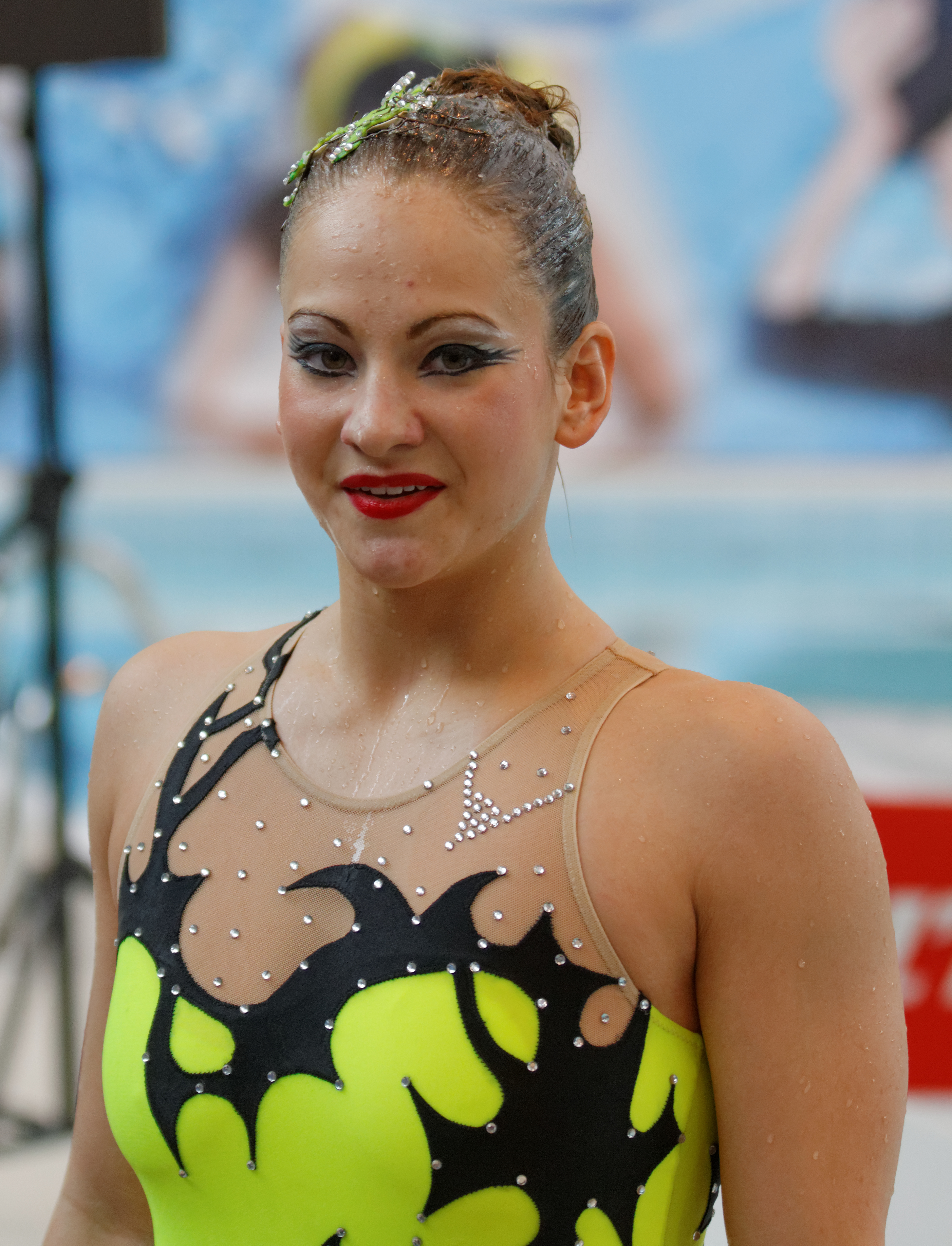
Amélie Ebert, 2013

Amélie Ebert (* 4. August 1994 in Würzburg) ist eine deutsche Ärztin und ehemalige Synchronschwimmerin.

## Sportliche Erfolge
Ihre größten sportlichen Erfolge waren das Erreichen des Finales bei den Schwimmweltmeisterschaften 2017 und das Erreichen des Finales bei den Europameisterschaften 2014 und 2016. Den Titel der deutschen Meisterin errang sie 2016 im Mixed Duett mit Niklas Stöpel.

## Engagement
Über ihre aktive Karriere hinaus engagiert sich Ebert für sauberen Sport. Sie ist Mitglied im Präsidium von Athleten Deutschland und Mitglied im Aufsichtsrat der NADA. Als Medizinerin kann sie ihre Fachkenntnis für die Athleten außerdem in der medizinischen Kommission des DOSB mit einbringen.